# Oscar Eyselein
Oscar Eyselein (* 13. November 1847 in Castell (Unterfranken); † 26. August 1892 in Blankenburg am Harz) war ein deutscher Mediziner.

## Leben
Oscar Eyselein studierte an den Universitäten Würzburg, Erlangen, Tübingen, Leipzig und Wien Medizin. In Würzburg wurde er 1867 Mitglied des Corps Bavaria. 1871 wurde er zum Dr. med. promoviert. 1872 erhielt er in München seine Approbation. Von 1876 bis zu seinem Tod war er Inhaber und Direktor der Heilanstalt für Nervenleidende in Blankenburg am Harz.
Er publizierte zahlreiche hygienische und statistische Aufsätze im Monatsblatt für öffentliche Gesundheitspflege für Braunschweig sowie medizinische Aufsätze in Wochenschriften.

## Schriften
- Über Vaccination und Revaccination und deren bisherige ungenügende Durchführung, 1872
- Zur Organisation der öffentlichen Gesundheitspflege im Herzogthum Braunschweig, 1880
- Über Agoraphobie und Nyctophobie, 1881
- Pension und Heilanstalt für Nervenleidende, 1882
- Tisch für Nervenkranke, 1883
- Über Nervosität, 1884
- Über Erinnerungstäuschungen